# Levinsons olikhet
Inom matematiken är Levinsons olikhet  följande olikhet av Norman Levinson. Låt {\displaystyle a>0} och låt {\displaystyle f} vara en funktion vars tredje derivata existerar i det öppna intervallet {\displaystyle (0,2a)} så att
{\displaystyle f'''(x)\geq 0}
för alla {\displaystyle x\in (0,2a)}. Anta att {\displaystyle 0<x_{i}\leq a} för {\displaystyle i=1,\ldots ,n} och {\displaystyle 0<p}.  Då är 
{\displaystyle {\frac {\sum _{i=1}^{n}p_{i}f(x_{i})}{\sum _{i=1}^{n}p_{i}}}-f\left({\frac {\sum _{i=1}^{n}p_{i}x_{i}}{\sum _{i=1}^{n}p_{i}}}\right)\leq {\frac {\sum _{i=1}^{n}p_{i}f(2a-x_{i})}{\sum _{i=1}^{n}p_{i}}}-f\left({\frac {\sum _{i=1}^{n}p_{i}(2a-x_{i})}{\sum _{i=1}^{n}p_{i}}}\right).}
Ky Fans olikhet är ett specialfall av Levinsons olikhet med
{\displaystyle p_{i}=1,\ a={\frac {1}{2}}}
och
{\displaystyle f(x)=\log x.\,}